# Orégano de Tacna

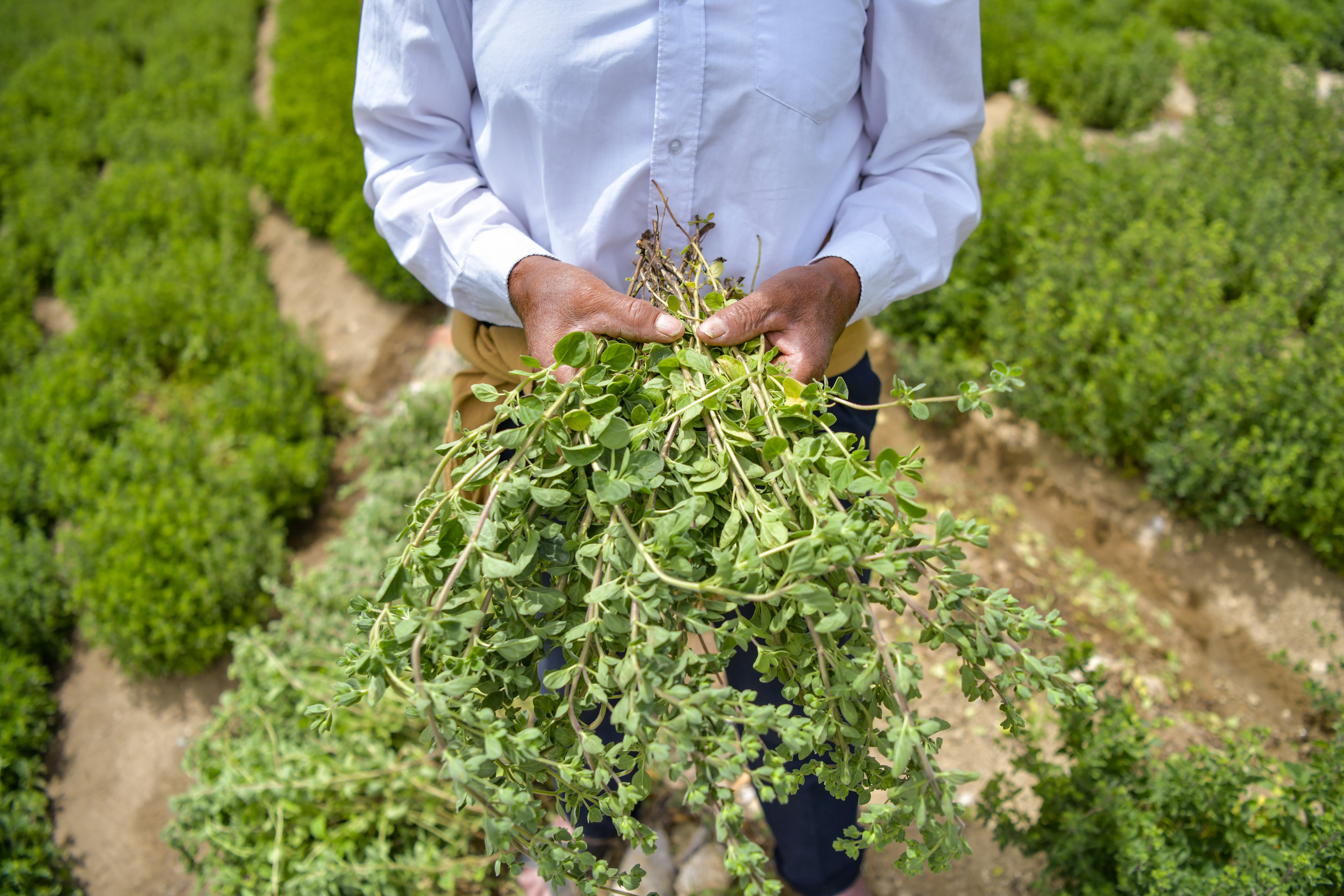
Agricultor de la provincia de Tarata sostiene plantas de orégano de Tacna. Foto: Indecopi.

El Orégano de Tacna es una denominación de origen peruana para la variedad Nigra común, Orégano mejorado y Oreja de Elefante, de la especie Origanum Vulgare que se cultiva y procesa en el departamento de Tacna.
Se caracteriza por su olor muy aromático y suave sabor amargo esto a su un alto porcentaje de lípidos predominando el Timol y Carvacrol. Las características físicas destaca color verde intenso a pálido y consistencia intermedia entre quebradiza y elástica.
La zona de producción comprende 36 zonas específicas de 15 distritos que abarca las cuatro provincias de Tacna. Se cultiva en una altitud que abarca entre los 2500 a 3800 metros sobre el nivel del mar, con un clima semiárido y un tipo de suelo franco arenoso. Entre las formas de producción destaca por prácticas agrícolas tradicionales como la utilización de andenes y otras técnicas.
Es la undécima denominación de origen del Perú, otorgada por el Indecopi el 12 de enero de 2024, y la segunda denominación de origen exclusiva del departamento de Tacna, pues la primera fue la Aceituna de Tacna. Se calcula que 2500 productores se beneficiaran con la denominación de origen. El orégano de Tacna abastece a los mercados como Lima, Tacna, Arequipa y Cusco.